# 정지룡

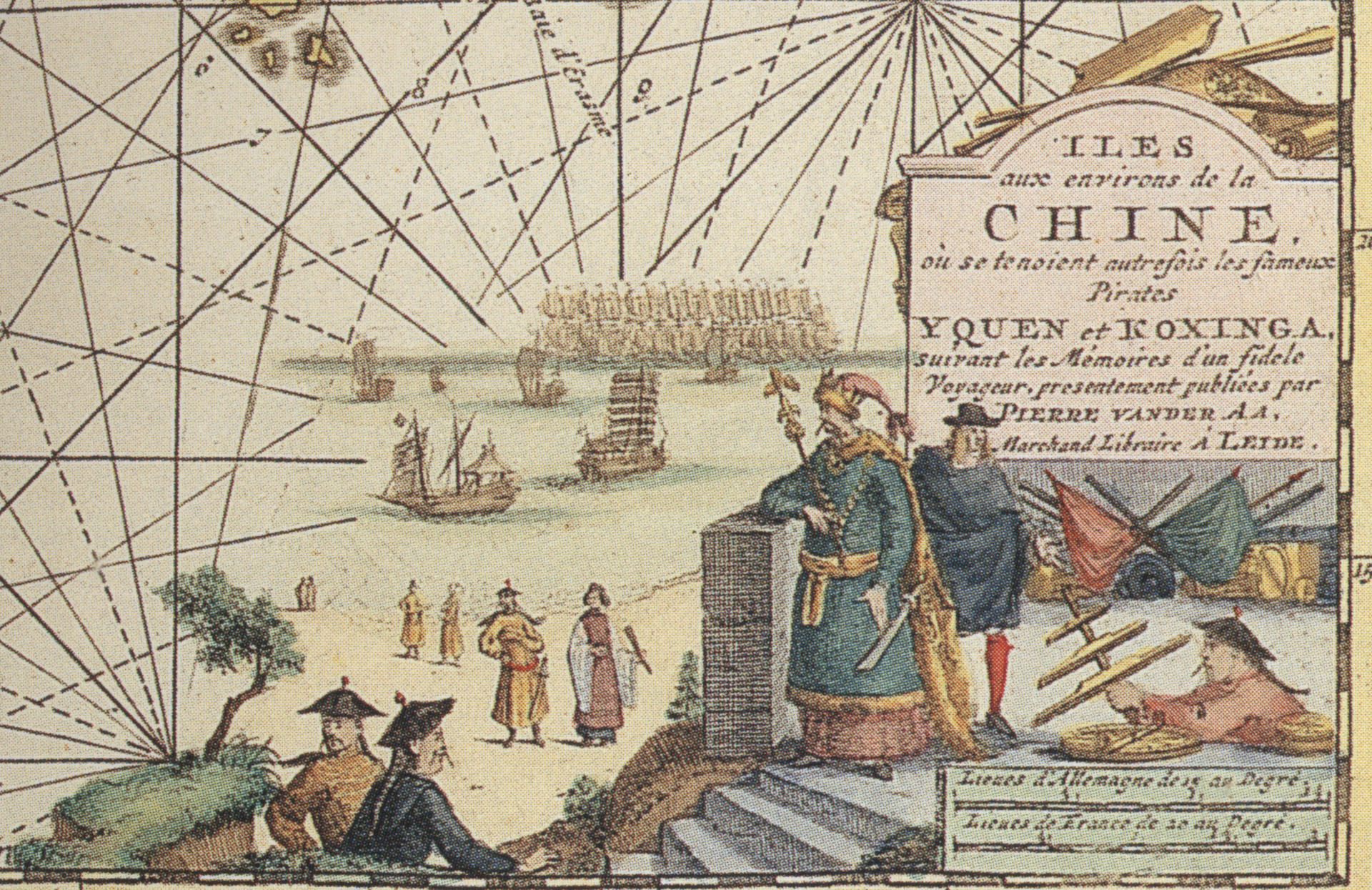
17세기 네덜란드령 포르모사(현재 대만)에서 그린 정지룡(Yguan, 一官, 일관)과 그의 아들 정성공(Koxinga, 國姓爺, 국성야)

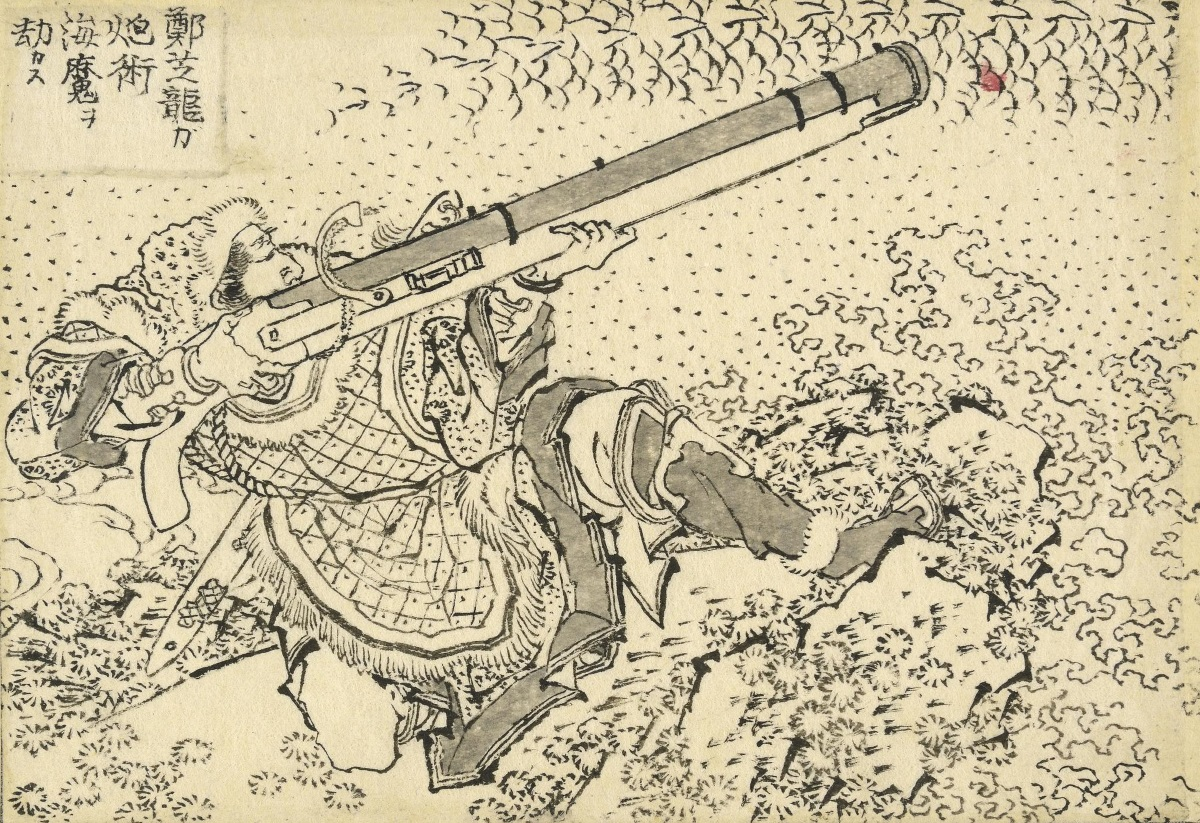
바다괴물에게 포를 쏘는 정지룡. 만물회본대전집(万物絵本大全図)에 실린 19세기 가쓰시카 후쿠사이(葛飾北斎)의 그림

정지룡(鄭芝龍, 1604년~1661년)은 중국 명나라의 상인, 해적, 군인, 정치가로써, 대만에서 네덜란드를 몰아내고 동녕국을 세운 정성공의 아버지이다.
1000척이나 되는 선단을 이끌면서 다른 해상집단, 중국 명나라 관헌, 네덜란드와 격렬한 해전을 벌렸다. 하지만 네덜란드는 한편으론 정지룡을 통해 중국 물건을 수입하기도 하였다. 1628년 명나라가 정지룡을 제독에 임명하자, 그는 중국연안을 완전히 장악하였다.

## 유년기
정지룡은 중국 명나라 복건성 남안현(南安縣)에 자리 잡은 정사표의 아들로 태어났다.
그는 젊은 시절 계모와 정을 통하여, 포루투갈의 식민지인 마카오로 도망갔다. 그곳에서 외가의 도움으로 상단에서 포르투갈 상인과 무역을 하던 정지룡은 다시 필리핀을 거점으로 동아시아와 무역을 하던 대상 이단(李旦)의 수하로 들어가게 된다. 어느 날, 이단의 상단이 일본 나가사키현 히라도(平戶)에서 열린 연회에 참석하는데, 정지룡은 사무라이 다가와 시치자에몬의 딸과 사랑에 빠진다. 이들 사이에서 생긴 아들이 정성공이다.

## 실력자로 올라서다
정지룡은 아버지가 세상을 떠나자 고향인 샤먼(厦門)으로 가서 집안의 가장 자리를 꿰찼고, 1625년 이단이 죽자 상단을 장악하기 위해 싸운다. 이 과정에서 조직한 무장선단을 이용하여 스페인 선박을 나포하는 등 해적질을 시작했다. 1626년에는 재물로 네덜란드인의 환심을 사서, 대만과 복건성의 무역항로까지 장악하게 된다.
1627년 명나라 숭정제(崇禎帝)는 정지룡에게 칙서를 내려서, 나라의 전 해역을 통제하는 도독에 임명했다. 1628년에는 청나라가 초무(招撫)라는 벼슬을 주었다.
청나라 순치제(順治帝)가 즉위하고 삼촌인 도르곤(多爾袞)이 실권을 잡았고, 이자성의 난으로 명나라 숭정제는 자결했다. 1643년 명나라 오삼계(吳三桂)는 청나라에 산해관을 열어주고 투항했다. 명나라 황족들은 남쪽에 남명(南明)이라는 나라를 세우고 홍광제(弘光帝)를 황제로 올렸다. 홍광제는 정지룡에게 남안백(南安伯)이라는 벼슬을 내려서, 남경 방어를 맡겼다.
그러나 남명 정권은 청나라에 밀려서 정지룡의 근거지인 복건성까지 내려왔고, 홍광제는 죽고 융무제(隆武帝)가 새로 즉위했다. 또한 정지룡은 평노후라는 작위를 받고, 3개의 군사부처 통솔권까지 가지게 되었다.

## 배신
1646년 청나라 섭정왕 도르곤은 조카인 볼로를 정남대장군에 임명하고, 남명 토벌을 명령했다. 남명정권은 군사력은 정지룡이 장악하고 있었으므로, 볼로는 정지룡에게 은밀한 제의를 했다. 투항하고 변발만 하면, 현재 정지룡이 가지고 있는 영지와 부를 그대로 유지시켜 주겠다고 약속했다. 정지룡은 아들 정성공에게 편지를 보내서 청나라에 투항하여 가문을 지킬 뜻을 밝혔지만, 정성공은 남명을 배신하지 않기로 했다.
정지룡은 자신의 노모와 부인 그리고 흑인 호위부대만 이끌로 복건성 복주에서 청나라 장군 볼로를 기다렸다. 볼로는 정지룡의 동생들과 아들 정성공이 없자 짜증을 내며, 그를 베이징으로 압송해 가버렸다. 정지룡은 베이징에서 포로와 다름없이 지냈다.

## 죽음
청나라는 정지룡과 그의 친척들을 이용하여 정성공을 회유했지만 모두 실패했다.
10년이 넘는 시간이 지나자, 청나라 순치제는 예전에 정성공의 부하였던 황오를 불러 정성공을 멸한 방도를 물었다. 황오는 정지룡을 처형하여 정성공이 일족과 관계를 이어가지 못하게 하고, 정지룡 가문의 선산을 파괴하며, 투항자에게 두둑한 보상을 내리고, 바다를 통제하는 해금령을 내리라고 하였다.
결국, 정지룡은 1661년 북경에서 처형되었다.

## 참고 자료
- Clements, Jonathan (2004). 《Coxinga and the Fall of the Ming Dynasty》. Stroud: Sutton Publishing. ISBN 9780750932691. OCLC 232532621.
- Manthorpe, Jonathan (2005). 《Forbidden Nation: A History of Taiwan》. New York: Palgrave Macmillan. ISBN 9781403969811. OCLC 58720732.
- Michael, Franz (1942). 《The Origin of Manchu Rule in China》. Baltimore. OCLC 582266326.
- Andrade, Tonio (2004). “The Company's Chinese Pirates: How the Dutch East India Company Tried to Lead a Coalition of Pirates to War against China, 1621-1662”. 《Journal of World History》 15 (4): 415–444. doi:10.1353/jwh.2005.0124. JSTOR 20079290. S2CID 144329219. Project MUSE 182472 ProQuest 225236177. |id=에 templatestyles stripmarker가 있음(위치 1) (도움말)
- Hummel, Arthur W. Sr., 편집. (1943). 〈Chêng Chih-lung〉. 《ECCP》. 미국 정부 인쇄국.